# Демчук Йосип Васильович
Йо́сип Васи́льович Демчук (псевдо «Стріла», «Луговий», «Яструб»; 1923, с. Петриків, тепер Великоберезовицька селищна громада, Тернопільська область — 22 жовтня 1952, катівня НКВС) — український військовик, вояк Української Повстанської Армії, надрайоновий провідник Вінницької округи ОУН в 1949—1951 роках.

## Життєпис
Народився Йосип Демчук у 1923 році в селі Петриків Тернопільського району. Входив до складу «Просвіти», з 1940 року — член ОУНР.
Липнем 1941 року закінчує підстаршинські курси ОУН в Поморянах (Львівська область), наприкінці 1941 року заарештований Гестапо.
1942 року переходить в підпілля. З липня того ж року — провідник молодіжної мережі ОУН Микулинецького району.
Протягом 1942—1943 років — працівник референтури СБ Тернопільського обласного проводу ОУН.
У 1943—1944 роках — референт СБ Гримайлівського районного проводу ОУН та Тернопільського повітового проводу.
Цілком правдоподібним є твердження, що він був у сотні «Сірі Вовки» — під псевдом «Стріла» — як стрілець та вістун.
Протягом 1944—1945 року перебував в охороні Кам'янець-Подільського обласного провідника ОУН Зенона Голуб'яка — «Бориса».
Близько весни 1945 року приступив до виконання обов'язків помічника Кам'янець-Подільського окружного референта СБ.
Серпнем 1946 року очолив Дунаївецький провід — до грудня 1948 — входили в підпорядкування Дунаївецький, Миньковецький, Новоушицький райони Кам'янець-Подільської та частина Вінницької області. У тому часі працював тісно з Хомою Мартюком — «Алкідом».
З грудня 1948 року займався розбудовою підпілля на Вінниччині як надрайоновий провідник.
Протягом 1949—1951 років займався розбудовою структури надрайонної Вінницької округи ОУН.
8 лютого 1951 року схоплений чекістами у Вінниці на вулиці Лєніна. При обшуку у нього знайшли пістолет ТТ із двома запасними обоймами, гранату та згорток з отрутою.

Медаль УПА «За боротьбу в особливо важких умовах»

Після 10 днів допитів із тортурами назвав своє ім'я та прізвище.
З 8 лютого 1951 року до 18 червня 1952 року Йосип Демчук пережив близько ста допитів, які проводили у Вінниці, потім в Києві, врешті знов у Вінниці. 18 червня 1952 року почався завершальний допит.
22 вересня 1952 року військовий трибунал Прикарпатського військового округу засудив Йосипа Демчука — «Лугового» до розстрілу.
22 жовтня 1952 року помер від катувань.
У незалежній Україні не реабілітований.

## Нагороди
- 2 вересня 1947 року за працю в підпіллі був відзначений Бронзовим Хрестом Заслуги,
- 30 вересня 1948 року — медаллю «За боротьбу в особливо важких умовах».